# Michel van der Straten-Waillet
 Michel Fortuné Arthur van der Straten-Waillet  (Antwerpen, 19 februari 1912 - Malle, 15 november 1994) was een Belgisch baron, hoofdredacteur en politicus voor de CVP. Hij was burgemeester van Westmalle en Malle.

## Levensloop
Michel van der Straten Waillet was een zoon van baron Alphonse van der Straten Waillet (1884-1964), burgemeester van Westmalle, en van Irène Bosschaert de Bouwel (1885-1971). Hij was in 1937 getrouwd met burggravin Myriam De Jonghe d'Ardoye (°1917). Ze kregen zes kinderen, onder wie:
- Thierry van der Straten Waillet (°1941), schepen van Malle, x Myriam de Bernard de Fauconval de Deuken.
- Charles van der Straten Waillet (°1943), ondervoorzitter van de Vereniging van de adel in het koninkrijk België, voorzitter van de Belgische Multiple sclerose Liga, x Catherine de Schietere de Lophem.

Hij trad tijdens de Tweede Wereldoorlog toe tot het Verzet, in de groep Les amis de Charles. Hij volgde in 1947 zijn vader op als burgemeester van Westmalle. Na fusies van gemeenten in 1976 werd hij voor de CVP de eerste burgemeester van Malle. Hij bleef dit tot 1982.
Hij was de broer van politicus François-Xavier van der Straten-Waillet. Ook zijn zoon Thierry was actief als schepen van Malle.
Van der Straten-Waillet was directeur van de Franstalige katholieke krant La Métropole.